# Carl Gustaf Osbeck

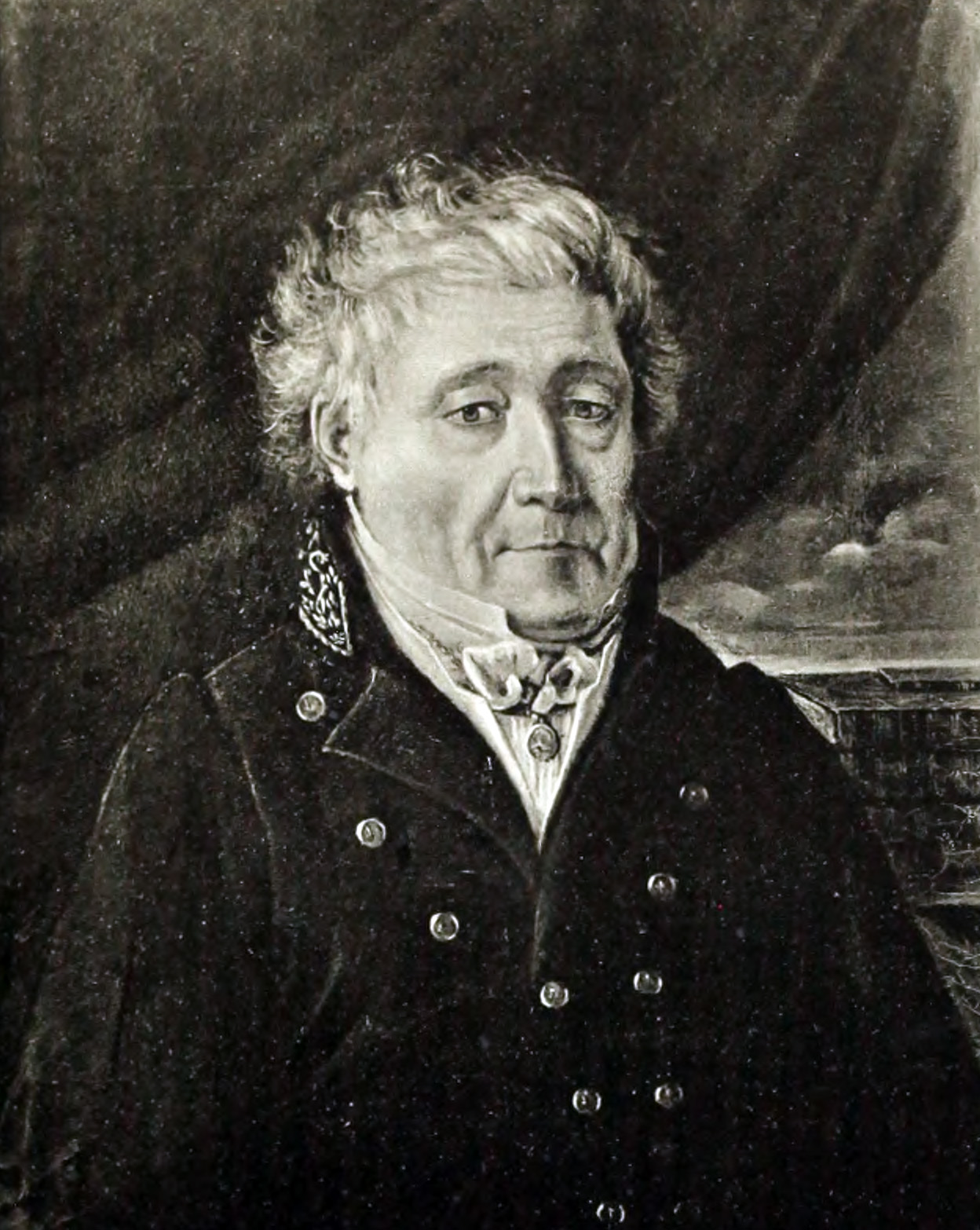
Carl Gustaf Osbeck. Oljemålning 1835.

Carl Gustaf Osbeck, född den 2 augusti 1766 i Hasslövs prästgård, Halland, död den 24 november 1841 i Stockholm, var en svensk läkare, son till Pehr Osbeck.

## Biografi
Osbeck blev student vid Lunds universitet 1785, kirurgie magister 1793 och praktiserade sedan som uppbördsläkare och förste läkare på ostindiefarare samt förordnades 1800 till andre läkare vid kurhuset i Vadstena. År 1810 kallades han till Stockholm, blev 1813 läkare vid Stockholms stads och läns samma år inrättade kurhus och fick 1820 assessors titel. Osbeck var den förste, som i Sverige införde bruket av den så kallade dietkuren mot syfilis. Han beskrev denna bland annat i Fullständig uppgift af min brukade cur-methode emot urartade veneriska sjukdomar (1811).